# Isla Pescador
La isla Pescador es una isla situada en el estrecho de Tañon, a pocos kilómetros de la costa occidental de la isla de Cebú, en Filipinas. Esta administrada por el municipio de Moalboal, parte de Cebú.

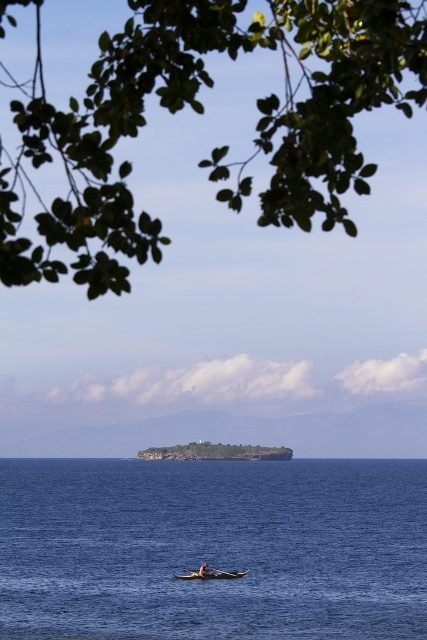
Vista de la isla Pescador, el foto tomada en el acantilado en Quo Vadis Dive Resort en Panagsama Beach

Es una isla cuyos pescadores trabajan en sus arrecifes. Todas las ganancias de las ventas de los boletos de entrada están gestionados por la Municipalidad de Moalboal, por la Asociación central de Buceo de Moalboal y por funcionarios del gobierno y los pobladores de la localidad de Moalboal.
Las aguas del Parque Marino Moalboal son muy profundas, poseen temperaturas húmedas y sus costas tienen algunos de los más altos niveles de biodiversidad en el mundo. Aunque el número exacto de especies de peces se desconoce, puede ser un poco más alto que 2500 especies o casi el 70% de todas las especies de peces conocidas en Filipinas. La isla tiene un faro y escalones de acceso en los lados norte y este.